# Ruta de Tamerlà (1399)
Per la campanya dels Set Anys, Tamerlà va seguir una ruta fins a hivernar al Karabagh.
La ruta de Timur des de la sortida de Samarcanda fou Kara Tupa, la muntanya, Kish (on va visitar altre cop la tomba del seu pare i del sant Shams al-Din Kelar), Tirmidh (on va visitar les tombes d'alguns sants), i va creuar el Jihun. Va seguir aleshores cap a Balkh acampant al prat de la fortalesa d'Henduana (propera a Balkh); a aquesta ciutat va visitar altres tombes de sants i es va allotjar amb el governador Yadghiar Barles. Després va marxar uns dies acampant a Sarek Kamish on se li van reunir els membres de la casa de Xah Rukh d'Herat: la princesa Melked Agha i la princesa Ghioer Shah Agha, amb els seus fills, entre els quals el petit Soyurgatmix, de 4 mesos, nascut de Melket Agha, que Timur encara no coneixia. Després va enviar al príncep Rustem amb dos mil homes cap a Shiraz, on governava el seu germà gran Pir Muhammad, amb ordre de sortir tots dos cap a Bagdad. A les planes de Kergherd i Ferargherd Timur va fer una cacera que va durar dos dies i on el propi Yazdi diu que va matar a un nombre excessiu de bèsties. Va seguir la ruta després per Nixapur i Bistam i d'alli es va dirigir cap a la província de Rayy. Allí va fer comparèixer a Miran Xah al que va destituir com a governador o virrei del Takhi-i-Hulagu.
Amb la disciplina restaurada, la marxa a l'oest va continuar. L'exèrcit va arribar als prats de Karabagh (via Kara Derra i Ardebil amb una cacera a les planes de Mughan); va acampar a la vora de l'Araxes, riu en el qual es va construir un pont de vaixells. Va distribuir les tropes i van acampar a Kuturkin, on hi havia la horda i senyoria d'Omartaban. Allí van acudir Sulayman Xah i Abu Bakr Mirza a fer reverència a l'emperador. A la zona va passar el hivern.